# Tillandsia macvaughii
Tillandsia macvaughii är en gräsväxtart som beskrevs av Mario Adolfo Espejo Serna och López-ferr. Tillandsia macvaughii ingår i släktet Tillandsia och familjen Bromeliaceae. Inga underarter finns listade i Catalogue of Life.